# The Honeymoon Is Over
The Honeymoon Is Over is de drieëntwintigste aflevering van het dertiende seizoen van de televisieserie ER, die voor het eerst werd uitgezonden op 17 mei 2007.

## Verhaal
Dr. Moretti maakt op zijn eerste dag als hoofd van de SEH al snel duidelijk dat er een aantal dingen gaan veranderen. Deze aankondiging maakt het personeel ongerust met wat er komen gaat.
Dr. Kovac vertelt aan zijn vrouw dr. Lockhart dat hij een tijdje in Kroatië blijft om voor zijn zieke vader te zorgen.
Op de SEH wordt een drugsverslaafde Irakveteraan opgenomen. Het blijkt dat de patiënt in de oorlog werkte als tolk bij ondervragingen en martelingen in Irak, door zijn ervaringen is hij verslaafd geraakt aan de drugs. 
Dr. Gates heeft een nederlaag in zijn voogdijzaak over Sarah, haar grootouders krijgen de volledige voogdij omdat zij directe familie zijn. Sarah is in tranen om dit nieuws en wil dr. Gates niet verlaten, hij verzekert haar dat zij elkaar nog regelmatig blijven zien. 
Dr. Rasgotra krijgt eindelijk iets te horen van dr. Barnett, als zij hem opzoekt in een ziekenhuis krijgt zij een verrassing te verwerken. Door zijn ongeluk met een vrachtwagen moesten zijn beide benen geamputeerd worden. Nadat hij naar huis wordt gebracht door zijn moeder vertelt de vriendin van dr. Barnett aan dr. Rasgotra dat zij verantwoordelijk is voor het ongeluk. Dit omdat hij toen begon te drinken omdat zij geen keuze kon maken tussen hem en dr. Gates. Als dr. Rasgotra naar huis gaat verzeilt zij in een demonstratie tegen de Irakoorlog. Tegen het einde van de demonstratie ontploft er een bom op het terrein wat paniek brengt onder het publiek. Dr. Rasgotra wordt onder de voet gelopen en dr. Gates, die op zoek was naar haar, ziet haar net op de grond vallen voordat hij bij haar kan komen. 

## Rolverdeling

### Hoofdrollen
- Goran Višnjić - Dr. Luka Kovac
- Maura Tierney - Dr. Abby Lockhart
- Mekhi Phifer - Dr. Gregory Pratt
- Parminder Nagra - Dr. Neela Rasgrota
- John Stamos - Dr. Tony Gates
- Shane West - Dr. Ray Barnett
- Scott Grimes - Dr. Archie Morris
- Stanley Tucci - Dr. Kevin Moretti
- Linda Cardellini - verpleegster Samantha Taggart
- Angel Laketa Moore - verpleegster Dawn Archer
- Malaya Rivera Drew - Katey Alvaro
- Troy Evans - Frank Martin
- Chloe Greenfield - Sarah Riley

### Gastrollen (selectie)
- Robert Bagnell - Paxton
- Sara Botsford - Mrs. Calder
- Stephanie Childers - Hilary
- Kyle Davis - Kyle
- George Gerdes - Jim Riley
- Deka Beaudine - Helen Riley
- Dave Shalansky - Mr. Saltzman
- Mike Bradecich - politieagent Brody